# 173872 Andrewwest
173872 Andrewwest este un asteroid din centura principală de asteroizi.

## Descriere
173872 Andrewwest este un asteroid din centura principală de asteroizi. A fost descoperit pe 14 octombrie 2001 la Apache Point Observatory în cadrul programului Sloan Digital Sky Survey. Asteroidul prezintă o orbită caracterizată de o semiaxă mare de 3,04 ua, o excentricitate de 0,11 și o înclinație de 2,5° în raport cu ecliptica.